# 1464년

## 연호
- 명(明) 천순(天順) 8년
- 일본(日本) 간쇼(寛正) 5년
- 후 레 왕조(後黎朝) 꽝투언(光順) 5년

## 기년
- 명(明) 영종 천순제(英宗 天順帝) 복위 8년
- 조선(朝鮮) 세조(世祖) 10년
- 후 레 왕조(後黎朝) 성종(聖宗) 5년

## 사망
- 명나라의 6대 황제 정통제